# Norton & Sons
Norton & Sons er et skrædderi, der blev grundlagt i 1821 af Walter Grant Norton. Virksomheden ligger i nr. 16 i den østlige ende af Savile Row i London.

## Historie
I 1859 fik George James Norton næringsbrev (Freedom of the City) af London og blev hofskrædder for Wilhelm 1. af Tyskland og specialiserede sig i  sportsjakker.
I 1970'erne blev Hoare & Tautz en del af Norton & Sons, der var blevet dannet ved en fusion med E. Tautz & Sons, et sportsskrædderi, og J. Hoare & Co.
I begyndelsen af 2000'erne fremstillede virksomheden færre end 200 jakkesæt om året. Det blev købt af Granger-familien i 2005 af Patrick Grant, som blev færdig fra Saïd Business School samme år, og hans investorer. Grant fik Moving Brands til at designe en "ny identitet",
og har dannet "forbindelser til unge britiske modedesignere".
Norton & Sons fremstiller omkring 300 skræddersyede jakkesæt om året (de største fremstiller omkring 1.000) og har syv skræddere og to tilskærere ansat.